# Émile Picault
Émile Louis Picault (París, 24 de agosto de 1833 - París, 24 de agosto de 1915) fue un escultor y artista francés.

## Biografía
Alumno del pintor Henri Royer, expuso en el Salón de París desde 1863, salón en el que obtuvo una mención honorífica en 1883 con su obra Valentin. Es autor del Monumento a Joseph Lakanal, erigido en Foix en 1882. Su obra lograría un gran éxito con múltiples ediciones de estatuillas en bronce para particulares.

## Obra
Entre su obra, muy abundante, se cuentan principalmente asuntos alegóricos o patrióticos y figuras de guerreros y de héroes mitológicos, acompañados de sentencias en latín o en francés. La figura del Ingenio, tan querida al positivismo, fue repetida reiteradamente adaptándose a todos los estilos por los que pasó, hasta el realismo social. 
Algunas obras, inspiradas en la Edad Media y en el sabor del estilo trovadoresco, están hechas en un estilo cercano al de los renacentistas florentinos (como El Escholier).
Émile Picault ha realizado igualmente algunos retratos de personalidades históricas (Nicolas Flamel, Juana de Arco, Ambroise Paré, Voltaire) o de ficción (El Cid, Macbeth, Donato César de Bazan o El burgués gentilhombre).

### Obras en colecciones públicas
- Chambéry, musée des beaux-arts : Le Semeur d'idées, 45 cm.
- Clermont-Ferrand, musée d'art Roger-Quilliot : Hébé / Génie tenant un sceptre..
- Escaudain, musée de la mine et des traditions populaires : Mineur, bronce.

Obras
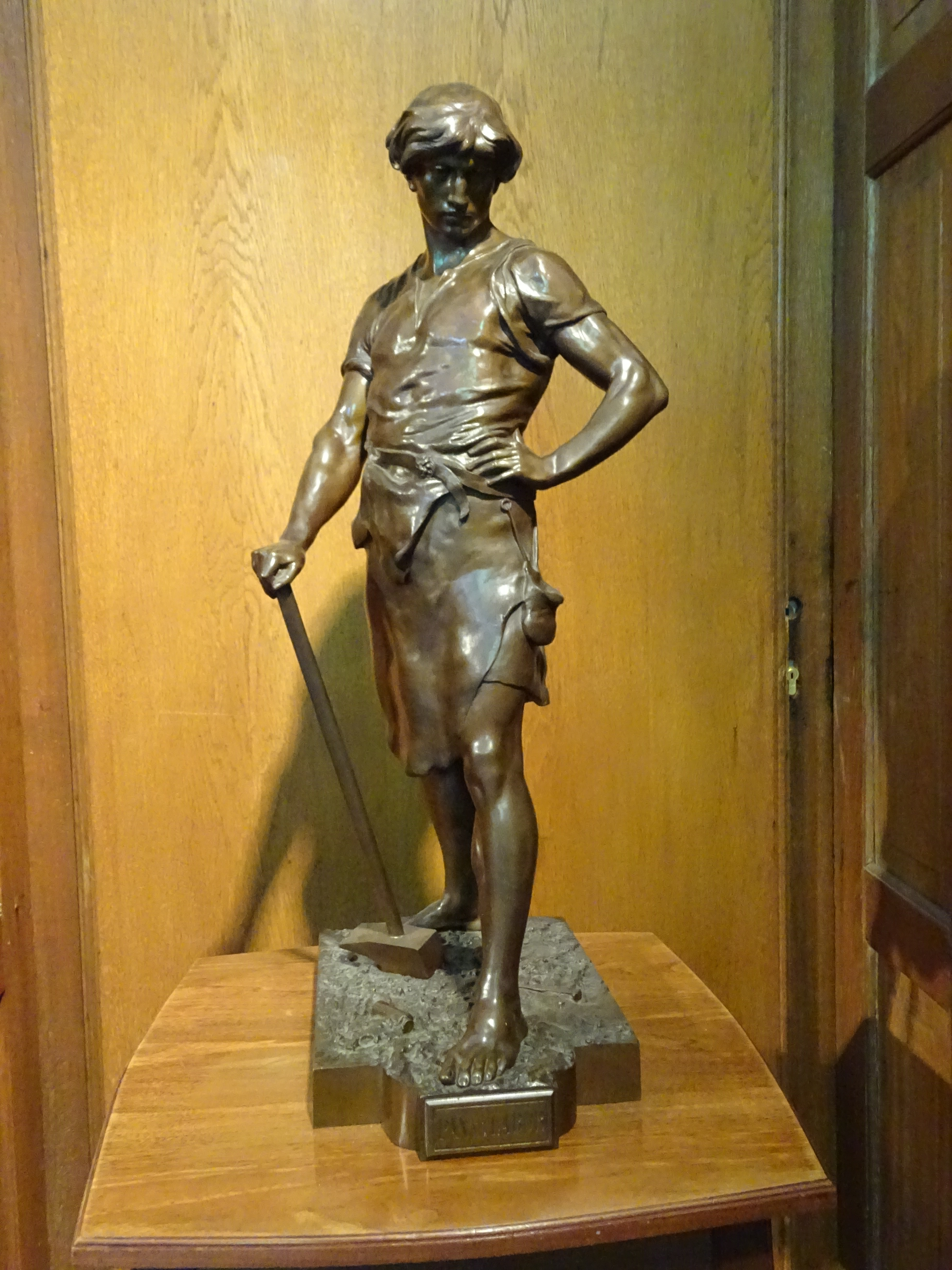
Pax et Labor (c. 1880), Cléveris.
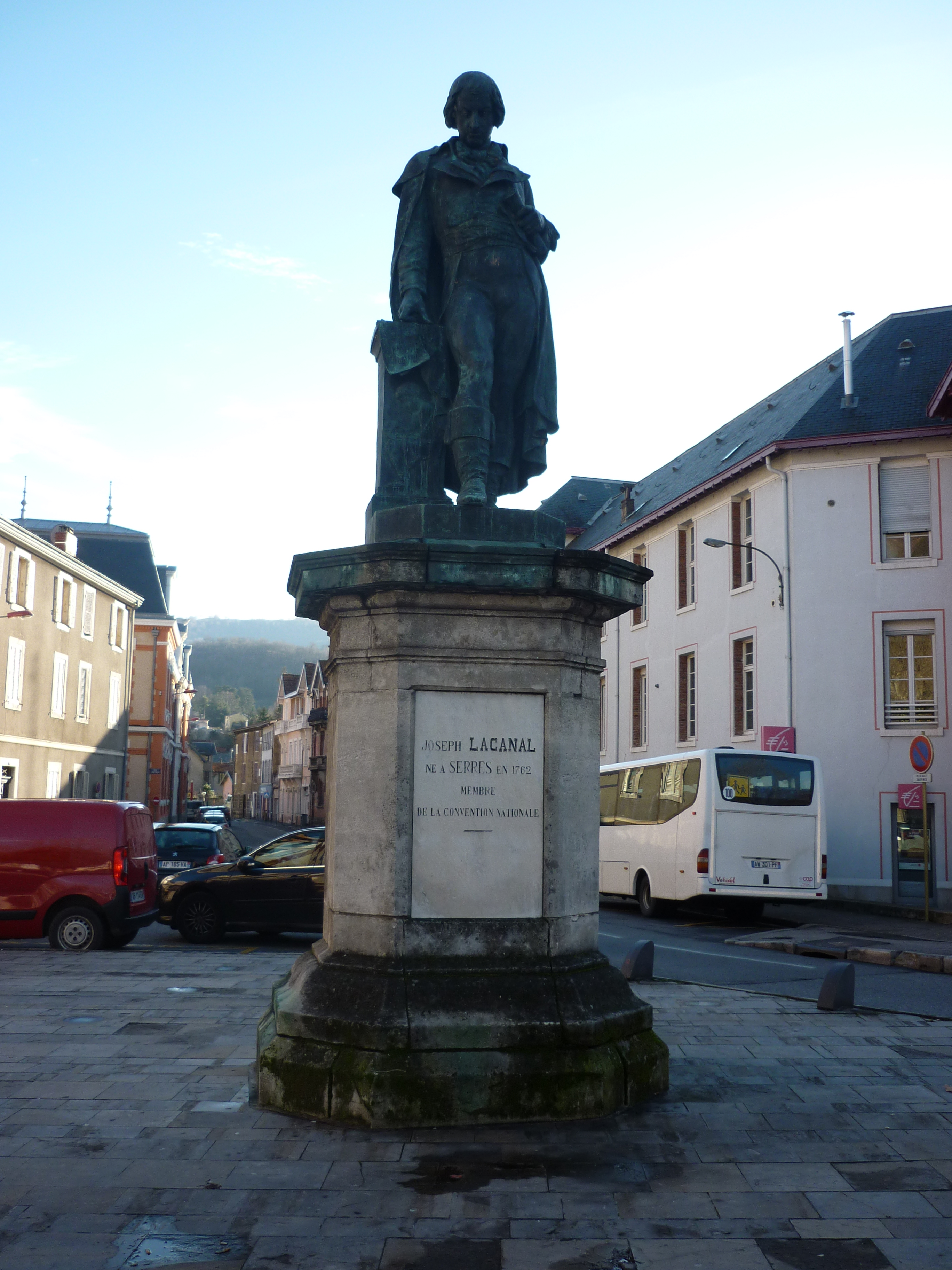
Foix : Monument à Joseph Lakanal, 1882, bronze.
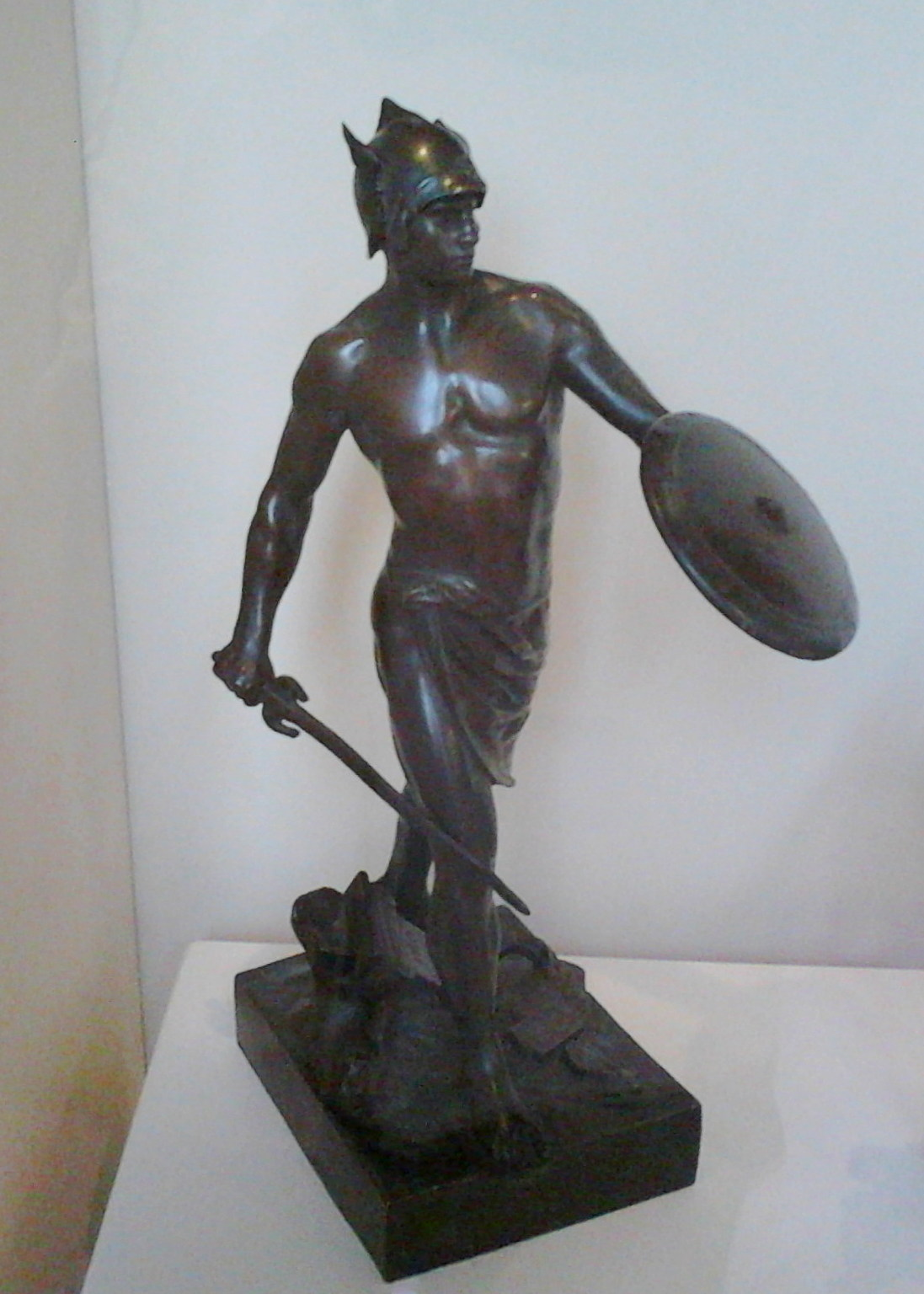
Guerrero galo (1885), São Paulo, Pinacoteca estatal de São Paulo.
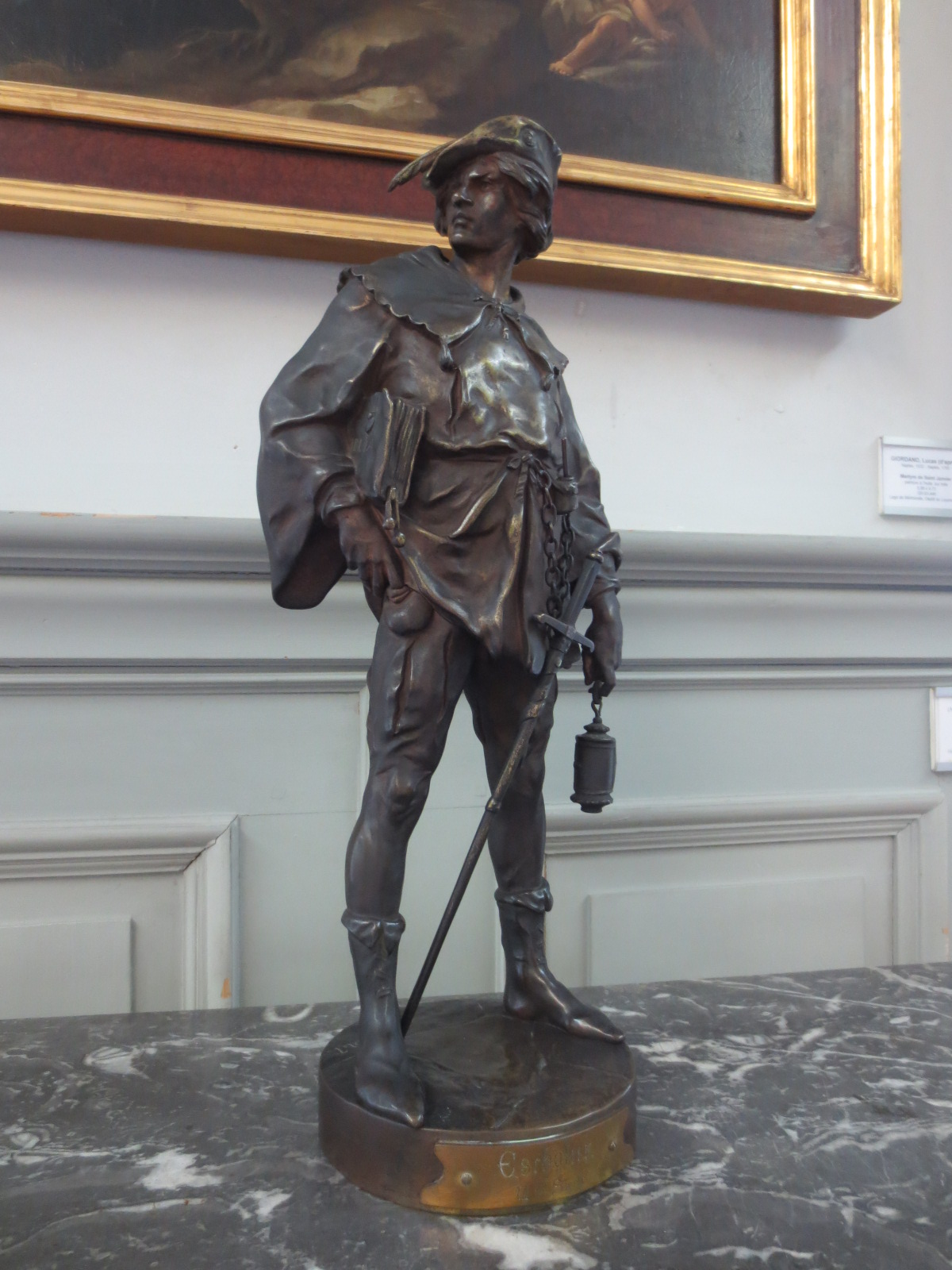
Colegial del siglo XIV, bronce, Gray, Museo Baron-Martin.

- Gray, musée Baron-Martin : Escholier au XIVe siècle, estatuilla en bronce, 49 × 19 × 15 cm.
- Maubeuge, musée Henri-Boez : Le Devoir, Honor patria, 45 cm.
- Troyes, musée des beaux-arts : La Famille, joies et peines.